# Enrico dal Covolo
Enrico dal Covolo (Feltre, 5 ottobre 1950) è un vescovo cattolico e teologo italiano, dal 18 dicembre 2018 assessore del Pontificio comitato di scienze storiche.

## Biografia
Nato a Feltre, in provincia di Belluno e diocesi di Feltre, il 5 ottobre 1950, professa i primi voti il 2 settembre 1973. Laureatosi in lettere classiche presso l'Università Cattolica del Sacro Cuore di Milano, perfeziona gli studi nel Dipartimento di Scienze Religiose della medesima università.
Il 22 dicembre 1979 è ordinato presbitero, nella basilica di Sant'Ambrogio di Milano, dal vescovo Libero Tresoldi.
Consegue poi il dottorato in teologia e scienze patristiche presso l'Istituto Patristico Augustinianum di Roma.
Dopo aver esercitato il ministero sacerdotale a Chiari e a Milano (dove dal 1981 al 1986 ha insegnato presso l'istituto tecnico salesiano), nel 1986 diventa professore (ordinario dal 1997) di letteratura cristiana antica greca nella facoltà di lettere cristiane e classiche (Pontificium Institutum Altioris Latinitatis) dell'Università pontificia salesiana di Roma; dal 1993 al 2000 è preside-decano della medesima facoltà.
Dal 2000 al 2003 è vice-rettore dell'Università pontificia salesiana di Roma, curando, in particolar modo, le relazioni estere, i centri collegati e la rivista Salesianum. Nel 2003 è nominato postulatore generale per le cause dei santi della famiglia salesiana.
È membro della commissione teologico-storica del Giubileo del 2000; dal 1999 è membro del Pontificio comitato di scienze storiche e consigliere della Pontificia accademia di teologia.
È socio di diverse accademie e associazioni scientifiche (tra cui la Pontificia accademia mariana internazionale). Nel 2001 è promosso ufficiale dell'Ordine delle Palme Accademiche dal primo ministro della Repubblica francese.
Nel 2002 papa Giovanni Paolo II lo nomina consultore della Congregazione per la dottrina della fede; nel 2008 papa Benedetto XVI lo nomina commissario deputato alla decisione nella Commissione speciale per la trattazione delle cause di dispensa dagli obblighi del presbiterato e consultore della Congregazione per il clero. Nel 2009 è nominato membro della Pontificia commissione di archeologia sacra; nello stesso anno, ad Agrigento, riceve il premio internazionale Empedocle per la teologia e le scienze patristiche.
Dal 21 al 27 febbraio 2010 predica gli esercizi spirituali quaresimali a papa Benedetto XVI e alla Curia Romana presso la cappella Redemptoris Mater, scegliendo come tema delle meditazioni la vocazione sacerdotale: è il terzo salesiano a predicare gli esercizi spirituali al Santo Padre e alla Curia Romana, dopo Antonio María Javierre Ortas ed Egidio Viganò.

### Ministero episcopale
Il 30 giugno dello stesso anno papa Benedetto XVI lo nomina rettore magnifico della Pontificia Università Lateranense e il 15 settembre lo eleva alla dignità episcopale, assegnandogli la sede titolare vescovile di Eraclea.
Riceve la consacrazione episcopale il 9 ottobre 2010 nella basilica di San Pietro in Vaticano per l'imposizione della mani del cardinale Segretario di Stato Tarcisio Bertone, coconsacranti i cardinali Agostino Vallini e Franc Rodé.
Nel 2011 è nominato presidente onorario dell'Academia Cardinalis Bessarionis. Cultus et lectura Patrum e grande ufficiale dell'Ordine equestre del Santo Sepolcro di Gerusalemme.
Nel 2012 l'assemblea legislativa dello stato del Mato Grosso do Sul lo insignisce della commenda di "Merito legislativo". Il 18 settembre dello stesso anno è nominato padre sinodale della XIII assemblea generale ordinaria del sinodo dei vescovi.
Il 2 giugno 2013 è insignito dell'onorificenza di grande ufficiale dell'Ordine al merito della Repubblica Italiana.
Il 10 ottobre 2013 riceve il dottorato honoris causa in Biblioteconomia e Scienze informatiche presso l'Università di Sofia (Bulgaria). Il 21 dicembre dello stesso anno è iscritto nei ruoli del Sovrano militare ordine di Malta con il grado di cappellano conventuale ad honorem.
Nel settembre 2014 papa Francesco lo conferma per un secondo quadriennio rettore magnifico della Pontificia Università Lateranense.
Durante i due mandati, grazie al suo impegno e sotto la sua guida, l'ateneo della diocesi di Roma conosce una stagione quasi decennale di nuovi dinamismi e di crescita. Si registra un aumento costante e graduale delle iscrizioni in controtendenza rispetto alle altre facoltà pontificie. Apprezzamenti giungono dal mondo ecclesiale e da quello laicale. È attento a preservare quella identità della Pontificia Università Lateranense che, in quanto ateneo "della diocesi di Pietro" e dunque del "vescovo di Roma", deve avere un'apertura universale, cattolica. Così, grazie ad un intenso e proficuo lavoro di promozione e di relazioni con le oltre 40 sedi in tutto il mondo, alla Lateranense, nel 2017, gli studenti sono provenienti da 105 paesi e gli oltre 200 docenti sono originari di 20 nazioni.
Il 2 luglio 2017, l'Accademia Bonifaciana di Anagni (FR) su proposta del fondatore e Rettore Sante De Angelis, gli assegna il Premio Internazionale Bonifacio VIII (XV edizione) ed il titolo di Senatore Accademico, ricoprendo a partire dal 31 marzo 2019, ufficializzato con Decreto prot. n. 238/19 del 19 marzo 2019, l'ufficio di Presidente del Comitato Scientifico della stessa Istituzione, subentrando a S.E. mons. Franco Croci, dimessosi per limiti di età.
Nel 2017 gli viene conferita la Legion d'onore con titolo (e classe) di cavaliere per la sua vicinanza alla nazione e alla cultura francese che ha sempre cercato di promuovere, soprattutto durante i suoi viaggi istituzionali nei paesi francofoni dell'Africa. A consegnargli la prestigiosa onorificenza transalpina è l'ambasciatore Philippe Zeller in nome e per conto del presidente francese François Hollande.
Il 18 dicembre 2018 papa Francesco lo nomina assessore del Pontificio comitato di scienze storiche.

## Scritti, pubblicazioni e interessi di studio

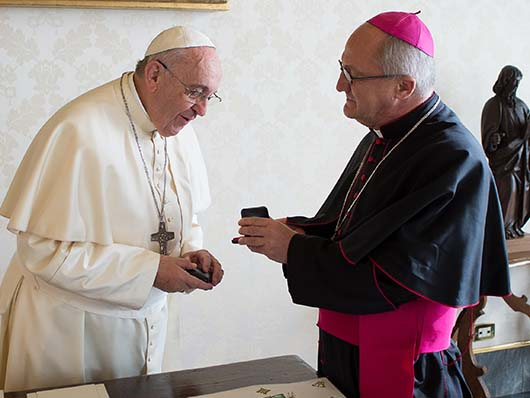
Mons. Enrico dal Covolo con papa Francesco

Enrico dal Covolo è condirettore e segretario di redazione della Corona Patrum – la collana di testi patristici della «Società Editrice Internazionale» di Torino –, e ha curato insieme a M. Maritano l'Introduzione ai Padri della Chiesa (sei volumi, Torino 1990-1999). Dirige la collana Carità pastorale dell'Editrice Rogate per la formazione permanente dei sacerdoti e dei consacrati.
Inoltre, dirige o coordina varie prestigiose riviste scientifiche internazionali, tra cui «Studia et Documenta Historiae et Iuris» e «Annales Theologici».
Ha dedicato numerose pubblicazioni ai Padri della Chiesa e ai rapporti tra le istituzioni sociopolitiche e le strutture della Chiesa antica, tra cui I Severi e il cristianesimo; Chiesa Società Politica. Aree di «laicità» nel cristianesimo delle origini; I Padri della Chiesa maestri di formazione sacerdotale; Forme di vita spirituale nei Padri della Chiesa. Ha pubblicato inoltre vari contributi e miscellanee di studi su alcuni documenti del magistero ecclesiastico, come l'enciclica Redemptoris Mater, l'istruzione Sullo studio dei Padri della Chiesa nella formazione sacerdotale, l'enciclica Redemptoris missio, l'esortazione Pastores dabo vobis, il Catechismo della Chiesa Cattolica, l'enciclica Fides et Ratio, la Bolla di indizione del Grande Giubileo, l'enciclica Ecclesia de Eucharistia, il Compendio del Catechismo della Chiesa Cattolica, l'enciclica Deus caritas est, l'enciclica Caritas in Veritate, l'enciclica Lumen Fidei.
Esito di un trentennale esercizio di lectio divina è invece un'altra serie di volumi, tra cui Lampada ai miei passi. Leggere la Parola come i nostri Padri, Il Vangelo e i Padri. Per un'esegesi teologica, e soprattutto In ascolto dell'altro, che raccoglie le meditazioni degli esercizi spirituali predicati al Papa e ai suoi collaboratori della Curia Romana (Vaticano, 21-27 febbraio 2010).
Nel 2016, in collaborazione con Emmanuele Vimercati, decano della facoltà di Filosofia della Pontificia Università Lateranense, ha scritto Filosofia e teologia tra il IV e il V secolo. Contesto, figure e momenti di una sintesi epocale. Il volume descrive l'incontro avvenuto nel IV-V sec. tra Platonismo e Cristianesimo. In particolare, l'analisi degli autori si muove attorno alle metodologie comuni del pensiero pagano e cristiano che hanno portato alla nascita dei due sistemi dottrinali.

## Genealogia episcopale
La genealogia episcopale è:
- Cardinale Scipione Rebiba
- Cardinale Giulio Antonio Santori
- Cardinale Girolamo Bernerio, O.P.
- Arcivescovo Galeazzo Sanvitale
- Cardinale Ludovico Ludovisi
- Cardinale Luigi Caetani
- Cardinale Ulderico Carpegna
- Cardinale Paluzzo Paluzzi Altieri degli Albertoni
- Papa Benedetto XIII
- Papa Benedetto XIV
- Cardinale Enrico Enriquez
- Arcivescovo Manuel Quintano Bonifaz
- Cardinale Buenaventura Córdoba Espinosa de la Cerda
- Cardinale Giuseppe Maria Doria Pamphilj
- Papa Pio VIII
- Papa Pio IX
- Cardinale Gustav Adolf von Hohenlohe-Schillingsfürst
- Arcivescovo Salvatore Magnasco
- Cardinale Gaetano Alimonda
- Cardinale Agostino Richelmy
- Vescovo Giuseppe Castelli
- Vescovo Gaudenzio Binaschi
- Arcivescovo Albino Mensa
- Cardinale Tarcisio Bertone, S.D.B.
- Vescovo Enrico dal Covolo, S.D.B.

## Pubblicazioni
- I Severi e il Cristianesimo
- Chiesa Società Politica. Aree di «laicità» nel cristianesimo delle origini
- I Padri della Chiesa maestri di formazione sacerdotale
- Introduzione ai Padri della Chiesa, voll. 6, 1990-1999
- Lo studio dei Padri della Chiesa oggi, 1991
- La missione del Redentore. Studi sull'Enciclica missionaria di Giovanni Paolo II, 1992
- Per una cultura dell'Europa unita. Lo studio dei Padri della Chiesa oggi, 1992
- Sacerdoti per la nuova evangelizzazione. Studi sull'Esortazione apostolica Pastores dabo vobis di Giovanni Paolo II, 1994
- Chiesa Società Politica. Aree di «laicità» nel cristianesimo delle origini, 1994
- Storia della teologia, 1. Dalle origini a Bernardo di Chiaravalle, (cur.) 1995
- Laici e laicità nei primi secoli della Chiesa, Letture cristiane del primo millennio 21, 1995
- Donna e matrimonio alle origini della Chiesa, 1996
- Cultura e promozione umana. Fondamenti e itinerari, 1996
- La catechesi al traguardo. Studi sul Catechismo della Chiesa Cattolica, 1997
- Eusebio di Vercelli e il suo tempo, 1997
- Sacerdoti come i nostri Padri. I Padri della Chiesa maestri di formazione sacerdotale, 1998
- Cultura e promozione umana. La cura del corpo e dello spirito nell'antichità classica e nei primi secoli cristiani: un magistero ancora attuale?, (cur.) 1998
- Gli Imperatori Severi. Storia Archeologia Religione, (cur.) 1999
- Mosè ci viene letto nella Chiesa. Lettura delle Omelie di Origene sulla Genesi, (cur.) 1999
- La grazia del giubileo. Fra storia teologia e vita, 2000
- Cultura e promozione umana. La cura del corpo e dello spirito dai primi secoli cristiani al Medioevo: contributi e attualizzazioni ulteriori, (cur.) 2001
- Omelie su Geremia. Lettura origeniana, (cur.) 2001
- Chiesa e impero. Da Augusto a Giustiniano, (cur.) 2001
- «Paideia» e «Humanitas». Per la pace nel terzo millennio, in «Rivista di Scienze dell'Educazione», (cur.) 2001
- Omelie sull'Esodo. Lettura origeniana, (cur.) 2002
- Il latino e i cristiani. Un bilancio all'inizio del terzo millennio, (cur.) 2002
- In ascolto della parola, 2002
- Omelie sul Levitico. Lettura origeniana, (cur.) 2003
- Omelie sui numeri. Lettura origeniana, 2004
- Il contributo delle scienze storiche allo studio del Nuovo Testamento. Atti del Convegno, (cur.) 2005
- L'opera di Luca. L'oggi di Dio e l'oggi dell'uomo, 2006
- Attratti dall'amore. Riflessioni sull'Enciclica Deus caritas est di Benedetto XVI, 2006
- Commento a Giovanni. Lettura origeniana, 2006
- Omelie su Giosuè. Lettura origeniana, 2007
- Lampada ai miei passi. Leggere la Parola come i nostri Padri, 2007
- Cristo e Asclepio. Culti terapeutici e taumaturgici nel mondo mediterraneo antico fra cristiani e pagani, (cur.) 2008
- Il «Vangelo secondo Paolo». Qualche esempio di lectio divina per l'anno paolino, 2008
- Storia della mariologia, 1. Dal modello biblico al modello letterario, (cur.) 2009
- Santi nella famiglia salesiana, 2009
- Le parabole del regno nel commento a Matteo. Lettura origeniana, 2009
- L'opera di Luca. L'«oggi» di Dio e l'«oggi» dell'uomo si incontrano nella fede, nella speranza e nella carità operosa dei credenti, 2009
- In ascolto dell'altro. Esercizi spirituali con Benedetto XVI, Libreria Editrice Vaticana, 2010
- Il Vangelo e i Padri. Per un'esegesi teologica, Rogate, 2010
- Omelie sul Vangelo di Luca. Lettura origeniana, (cur.) 2010
- Cristo nostra salvezza. Il mistero pasquale nella Bibbia e nei Padri, con Raniero Cantalamessa, Lateran University Press, 2011
- Il grido di Giobbe, 2011
- «Chi è Gesù Cristo?». La questione di Dio nel Vangelo di Marco, 2011
- «L'educazione è cosa di cuore». La responsabilità degli educatori oggi, Lateran University Press, 2012
- Il Padre lo vide da lontano... L'opera di Luca: l'«oggi» dell'uomo e l'«oggi» di Dio si incontrano nella fede della Chiesa, 2012
- Comunicare la fede. Per una nuova evangelizzazione, Lateran University Press, 2012
- Forme di vita spirituale nei Padri della Chiesa, Lateran University Press, 2012
- "Si alzò e lo seguì" (Mt. 9,9). Camminare, costruire, edificare con la cultura nelle periferie esistenziali della città. Il Vangelo secondo Matteo, 2013
- Ascolta, scende la sera, Lateran University Press, 2014
- "Voi stessi date a loro da mangiare...", Lateran University Press, 2014
- L'università al traguardo, Lateran University Press, 2015
- Filosofia e teologia tra il IV e V secolo. Contesto, figure e momenti di una sintesi epocale, Lateran University Press, 2016
- Dante, Celestino, Bonifacio. L'indulgenza del Giubileo è ancora di moda?, LBE - La Bonifaciana Edizioni, 2019
- Cristo o Asclepio? I primi cristiani e la medicina, LBE - La Bonifaciana Edizioni, 2020